# Charles Georges Ferville-Suan
Charles Georges Ferville-Suan (Le Mans, 16 gennaio 1847 – Le Mans, 11 dicembre 1925) è stato uno scultore francese.

## Biografia
Studiò presso l'École des beaux-arts di Parigi e fu allievo di François Jouffroy. 
Realizzò medaglioni e statuette in gesso, marmo e bronzo. Le sue opere furono esposte nel Salon (1872-1909). Fu membro della Société des Artistes Français.
Nel 1878 sposò Marie Ernestine Lavieille, figlia di Eugène Lavieille.

## Opere
- L'amour captif, statua in gesso.
- Le peintre Jaffard, medaglione in terracotta.